# Danny Welbeck
Daniel Nii Tackie Mensah "Danny" Welbeck, född 26 november 1990 i Longsight, Manchester, är en engelsk fotbollsspelare med ghanansk härkomst som spelar för Brighton & Hove Albion.
På grund av sin längd och springstil har han blivit jämförd med den togolesiska anfallaren Emmanuel Adebayor och den nigerianska anfallaren Nwankwo Kanu.

## Klubbkarriär
Under andra halvan av säsongen 2009-2010 lånades Welbeck ut till Preston North End. Han gick ifrån Manchester United till Arsenal vid deadline day för 16 miljoner pund sommaren 2014.
Den 7 augusti 2019 värvades Welbeck av Watford.
Efter att ha varit klubblös i 12 dagar hämtades Welbeck in av Brighton & Hove Albion på ett ettårskontrakt den 18 oktober 2020. Den 23 juni 2021 förlängde han sitt kontrakt med ett år. I maj 2024 förlängde Welbeck sitt kontrakt i klubben med två år.

## Landslagskarriär
Den 12 maj 2014 blev Welbeck uttagen i Englands trupp till fotbolls-VM 2014 av förbundskaptenen Roy Hodgson.

## Meriter
Manchester United
- Ligacupen: 2008/09
- VM för klubblag: 2008